# Championnats d'Europe d'aviron 2021
Navigation
Édition précédente Édition suivante
Les Championnats d'Europe d'aviron 2021, soixante-dix-huitième édition des Championnats d'Europe d'aviron, ont lieu du 9 au 11 avril 2021 à Varèse, en Italie.
Les compétitions se déroulent sur le Lac de Varèse. En raison de la pandémie de Covid-19, la compétition se déroule entièrement à huis clos.

## Podiums

### Hommes
| Épreuves                           | Or | Or            | Argent | Argent        | Bronze | Bronze        |
| ---------------------------------- | --- | ------------- | --- | ------------- | --- | ------------- |
| Skiff poids légers LM1x            | Péter Galambos | 7 min 1 s 52  | Gabriel Soares | 7 min 3 s 63  | Artur Mikołajczewski | 7 min 3 s 83  |
| Deux de pointe poids légers LM2-   | Hongrie Bence Szabó Kálmán Furkó | 6 min 48 s 48 | Italie Simone Mantegazza Simone Fasoli | 6 min 57 s 57 | Moldavie Serghei Abramov Dmitrii Zincenco | 7 min 18 s 45 |
| Deux de couple poids légers LM2x   | Irlande Fintan McCarthy Paul O'Donovan | 6 min 18 s 14 | Allemagne Jonathan Rommelmann Jason Osborne | 6 min 19 s 94 | Italie Stefano Oppo Pietro Ruta | 6 min 21 s 05 |
| Quatre de couple poids légers LM4x | Italie Martino Goretti Antonio Vicino Patrick Rocek Niels Torre                                                                                            | 5 min 52 s 06 | France Benjamin David Baptiste Savaete Victor Marcelot Ferdinand Ludwig | 5 min 52 s 08 | Pays-Bas Koen van Brussel Vincent Goris Lay de Jong Ward van Zeijl                                                                                      | 6 min 1 s 62  |
| Skiff M1x                          | Oliver Zeidler | 6 min 48 s 86 | Sverri Sandberg Nielsen | 6 min 49 s 97 | Natan Węgrzycki-Szymczyk | 6 min 51 s 85 |
| Deux de pointe M2-                 | Croatie Martin Sinković Valent Sinković | 6 min 23 s 37 | Italie Matteo Lodo Giuseppe Vicino | 6 min 24 s 72 | Serbie Martin Mačković Miloš Vasić | 6 min 25 s 58 |
| Deux de couple M2x                 | France Hugo Boucheron Matthieu Androdias | 6 min 12 s 41 | Pays-Bas Melvin Twellaar Stef Broenink | 6 min 14 s 66 | Grande-Bretagne John Collins Graeme Thomas | 6 min 14 s 77 |
| Quatre de pointe M4-               | Grande-Bretagne Oliver Cook Matthew Rossiter Rory Gibbs Sholto Carnegie                                                                                    | 5 min 56 s 49 | Roumanie Mihăiță Vasile Țigănescu Mugurel Semciuc Ștefan Constantin Berariu Cosmin Pascari                                                                                  | 5 min 58 s 34 | Italie Marco Di Costanzo Giovanni Abagnale Bruno Rosetti Matteo Castaldo                                                                                | 5 min 59 s 42 |
| Quatre de couple M4x               | Italie Simone Venier Andrea Panizza Luca Rambaldi Giacomo Gentili                                                                                          | 5 min 41 s 09 | Pays-Bas Dirk Uittenbogaard Abe Wiersma Tone Wieten Koen Metsemakers | 5 min 42 s 56 | Estonie Jüri-Mikk Udam Allar Raja Tõnu Endrekson Kaspar Taimsoo                                                                                         | 5 min 45 s 44 |
| Huit M8+                           | Grande-Bretagne Joshua Bugajski Jacob Dawson Thomas George Moe Sbihi Charles Elwes Oliver Wynne-Griffith James Rudkin Thomas Ford Henry Fieldman (barreur) | 5 min 30 s 86 | Roumanie Alexandru Chioseaua Florin Lehaci Constantin Radu Sergiu Bejan Vlad Dragoș Aicoboae Constantin Adam Florin Arteni-Fîntînariu Ciprian Huc Adrian Munteanu (barreur) | 5 min 31 s 42 | Pays-Bas Bjorn van den Ende Ruben Knab Jasper Tissen Simon van Dorp Maarten Hurkmans Bram Schwarz Mechiel Versluis Robert Lücken Eline Berger (barreur) | 5 min 32 s 25 |

### Femmes
| Épreuves                           | Or | Or            | Argent | Argent        | Bronze | Bronze        |
| ---------------------------------- | --- | ------------- | --- | ------------- | --- | ------------- |
| Skiff poids légers LW1x            | Alena Furman | 7 min 41 s 81 | Gianina Beleagă | 7 min 45 s 80 | Claire Bové | 7 min 48 s 79 |
| Deux de pointe poids légers LW2-   | N/A | N/A           | N/A | N/A           | N/A | N/A           |
| Deux de couple poids légers LW2x   | Italie Valentina Rodini Federica Cesarini | 6 min 58 s 66 | Grande-Bretagne Emily Craig Imogen Grant | 6 min 59 s 56 | Pays-Bas Marieke Keijser Ilse Paulis | 7 min 1 s 13  |
| Quatre de couple poids légers LW4x | N/A | N/A           | N/A | N/A           | N/A | N/A           |
| Skiff W1x                          | Hanna Prakatsen | 7 min 29 s 76 | Victoria Thornley | 7 min 36 s 17 | Jeannine Gmelin | 7 min 37 s 10 |
| Deux de pointe W2-                 | Grande-Bretagne Helen Glover Polly Swann | 7 min 2 s 73  | Roumanie Adriana Ailincăi Iuliana Buhuş | 7 min 3 s 02  | Espagne Aina Cid Virginia Díaz | 7 min 3 s 75  |
| Deux de couple W2x                 | Roumanie Nicoleta-Ancuța Bodnar Simona Radiș | 6 min 49 s 84 | Lituanie Donata Karalienė Milda Valčiukaitė | 6 min 53 s 33 | Grande-Bretagne Holly Nixon Saskia Budgett | 6 min 55 s 13 |
| Quatre de pointe W4-               | Pays-Bas Elisabeth Hogerwerf Karolien Florijn Ymkje Clevering Veronique Meester                                                                                               | 6 min 27 s 51 | Irlande Aifric Keogh Eimear Lambe Fiona Murtagh Emily Hegarty | 6 min 27 s 96 | Grande-Bretagne Rowan McKellar Harriet Taylor Karen Bennett Rebecca Shorten | 6 min 31 s 27 |
| Quatre de couple W4x               | Pays-Bas Laila Youssifou Inge Janssen Olivia van Rooijen Nicole Beukers | 6 min 22 s 82 | Grande-Bretagne Mathilda Hodgkins-Byrne Hannah Scott Charlotte Hodgkins-Byrne Lucy Glover                                                                            | 6 min 23 s 24 | Allemagne Daniela Schultze Carlotta Nwajide Frieda Hämmerling Franziska Kampmann                                                                                               | 6 min 25 s 20 |
| Huit W8+                           | Roumanie Maria-Magdalena Rusu Viviana Iuliana Bejinariu Georgiana Dedu Maria Tivodariu Ioana Vrînceanu Amalia Bereș Mădălina Bereș Denisa Tîlvescu Daniela Druncea (barreuse) | 6 min 6 s 67  | Pays-Bas Elsbeth Beeres Nika Vos Dieuwertje den Besten Marloes Oldenburg Hermijntje Drenth Tinka Offereins Aletta Jorritsma Karien Robbers Dieuwke Fetter (barreuse) | 6 min 9 s 98  | Russie Elena Daniliuk Elizaveta Kovina Ekaterina Potapova Anastasia Tikhanova Olga Zaruba Anna Karpova Ekaterina Sevostianova Elizaveta Kornienko Elizaveta Krylova (barreuse) | 6 min 14 s 40 |

### Handisport
| Épreuves                                          | Or | Or             | Argent                                                                                   | Argent         | Bronze                                                                                            | Bronze         |
| ------------------------------------------------- | --- | -------------- | ---------------------------------------------------------------------------------------- | -------------- | ------------------------------------------------------------------------------------------------- | -------------- |
| Skiff PR1 hommes PR1 M1x                          | Roman Polianskyi                                                                                       | 9 min 22 s 58  | Benjamin Pritchard                                                                       | 9 min 34 s 06  | Marcus Klemp                                                                                      | 9 min 48 s 27  |
| Skiff PR1 femmes PR1 W1x                          | Birgit Skarstein                                                                                       | 10 min 22 s 06 | Moran Samuel                                                                             | 10 min 27 s 46 | Anna Sheremet                                                                                     | 10 min 46 s 66 |
| Deux de couple PR2 mixte PR2 Mix2x                | Grande-Bretagne Lauren Rowles Laurence Whiteley                                                        | 8 min 8 s 41   | Pays-Bas Annika van der Meer Corné de Koning                                             | 8 min 17 s 69  | France Perle Bouge Christophe Lavigne                                                             | 8 min 19 s 35  |
| Quatre de pointe avec barreur PR3 mixte PR3 Mix4+ | Grande-Bretagne Ellen Buttrick Giedrė Rakauskaitė James C. Fox Oliver Stanhope Erin Kennedy (barreuse) | 6 min 52 s 14  | France Érika Sauzeau Antoine Jesel Rémy Taranto Margot Boulet Robin Le Barreau (barreur) | 7 min 5 s 26   | Ukraine Olexandra Polianska Dariia Kotyk Stanislav Samoliuk Maksym Zhuk Yuliia Malasai (barreuse) | 7 min 12 s 84  |

## Tableau des médailles
- Pays organisateur ( Italie)

| Rang               | Nation             | Or | Argent | Bronze | Total |
| ------------------ | ------------------ | -- | ------ | ------ | ----- |
| 1                  | Grande-Bretagne    | 5  | 4      | 3      | 12    |
| 2                  | Italie             | 3  | 3      | 2      | 8     |
| 3                  | Pays-Bas           | 2  | 4      | 3      | 9     |
| 4                  | Roumanie           | 2  | 4      | 0      | 6     |
| 5                  | Hongrie            | 2  | 0      | 0      | 2     |
| 6                  | France             | 1  | 2      | 2      | 5     |
| 7                  | Allemagne          | 1  | 1      | 2      | 4     |
| 8                  | Irlande            | 1  | 1      | 0      | 2     |
| 9                  | Ukraine            | 1  | 0      | 2      | 3     |
| 10                 | Russie             | 1  | 0      | 1      | 2     |
| 11                 | Biélorussie        | 1  | 0      | 0      | 1     |
| 11                 | Croatie            | 1  | 0      | 0      | 1     |
| 11                 | Norvège            | 1  | 0      | 0      | 1     |
| 14                 | Danemark           | 0  | 1      | 0      | 1     |
| 14                 | Israël             | 0  | 1      | 0      | 1     |
| 14                 | Lituanie           | 0  | 1      | 0      | 1     |
| 17                 | Pologne            | 0  | 0      | 2      | 2     |
| 18                 | Espagne            | 0  | 0      | 1      | 1     |
| 18                 | Estonie            | 0  | 0      | 1      | 1     |
| 18                 | Moldavie           | 0  | 0      | 1      | 1     |
| 18                 | Serbie             | 0  | 0      | 1      | 1     |
| 18                 | Suisse             | 0  | 0      | 1      | 1     |
| Total (22 nations) | Total (22 nations) | 22 | 22     | 22     | 66    |